# Gato-klass
Gato-klass är en amerikansk attackubåtsklass och är den klassiska ubåttypen från andra världskriget. När läget i Asien och i Stilla havet skärptes under 1930-talet, bland annat på grund av japansk expansion i området, var USA mitt uppe i en ambitiös uppgradering av sitt ubåtsvapen. 73 ubåtar av Gato-klassen tillverkades.
Man utgick från den föregående Tambor-klassen och genomförde en rad förbättringar som främst gav Gato-klassen överlägsna egenskaper i uthållighet och i strid. Förbättringar av dieselmotorer och batterier gav en större aktionssträcka både i ytläge och i uläge. Dessutom infördes en rad för förbättringar för besättningens komfort.  